# Chiloschista lunifera
Chiloschista lunifera är en orkidéart som först beskrevs av Heinrich Gustav Reichenbach, och fick sitt nu gällande namn av Johannes Jacobus Smith. Chiloschista lunifera ingår i släktet Chiloschista och familjen orkidéer. Inga underarter finns listade i Catalogue of Life.

## Bildgalleri

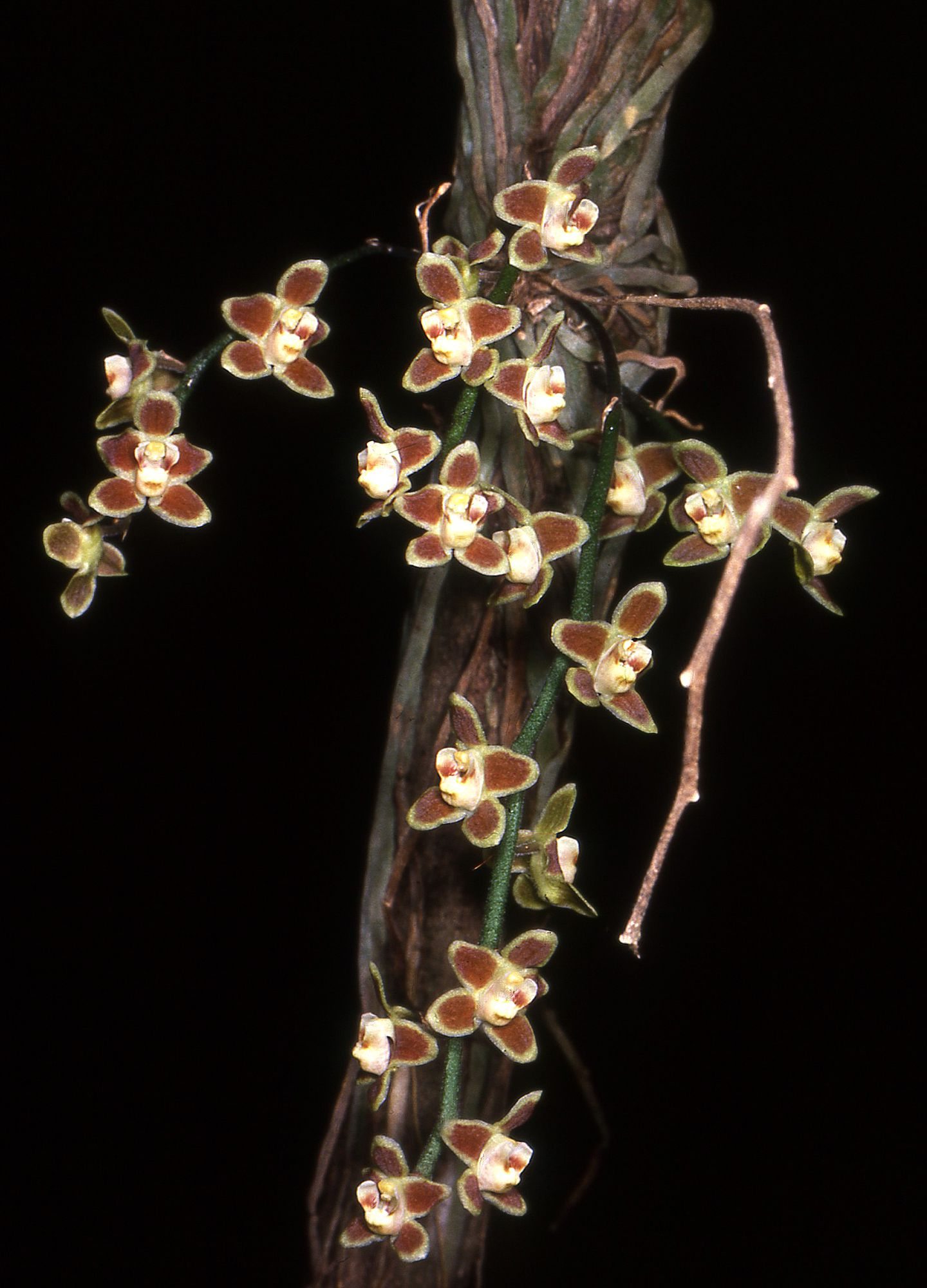
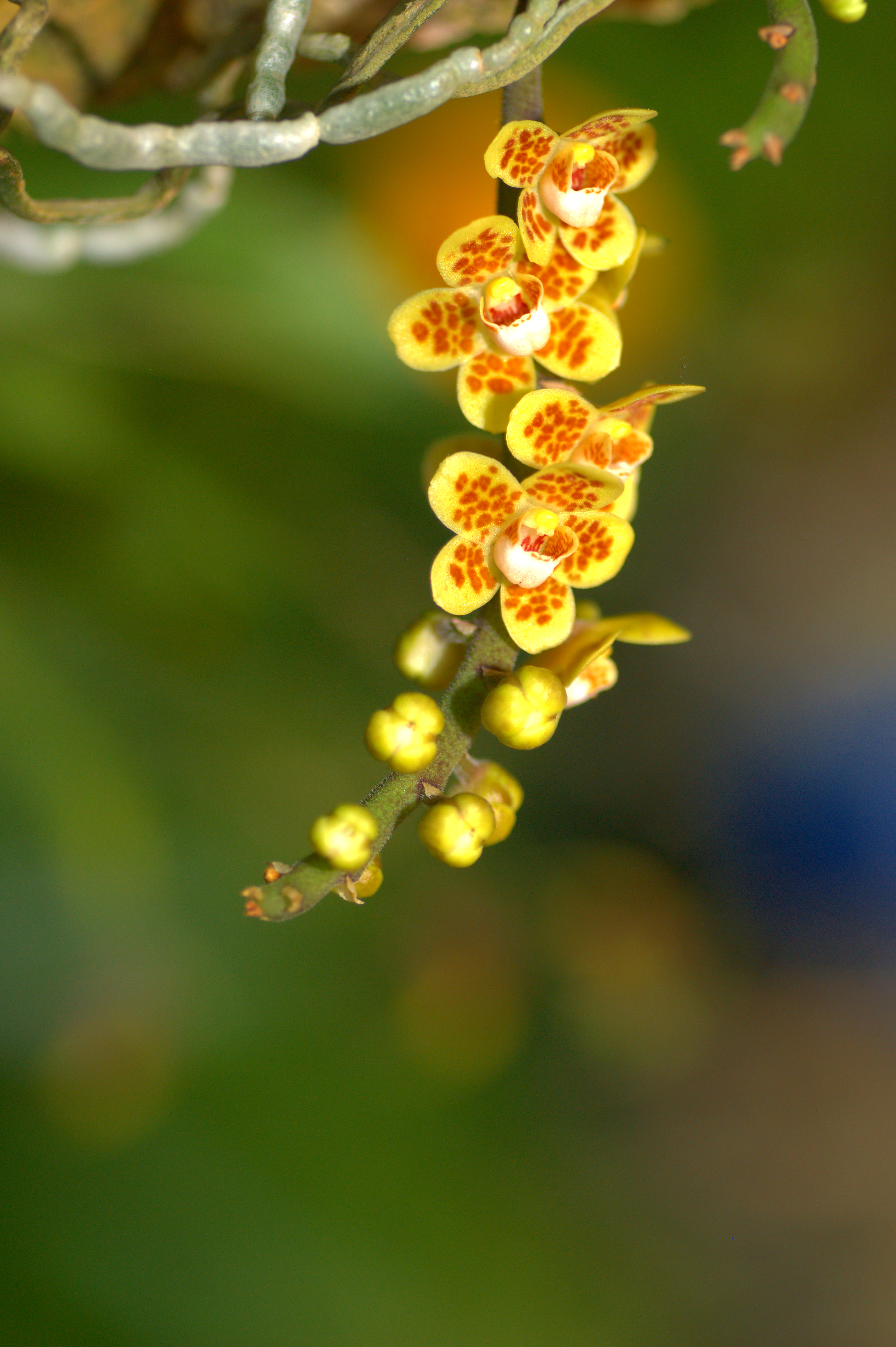
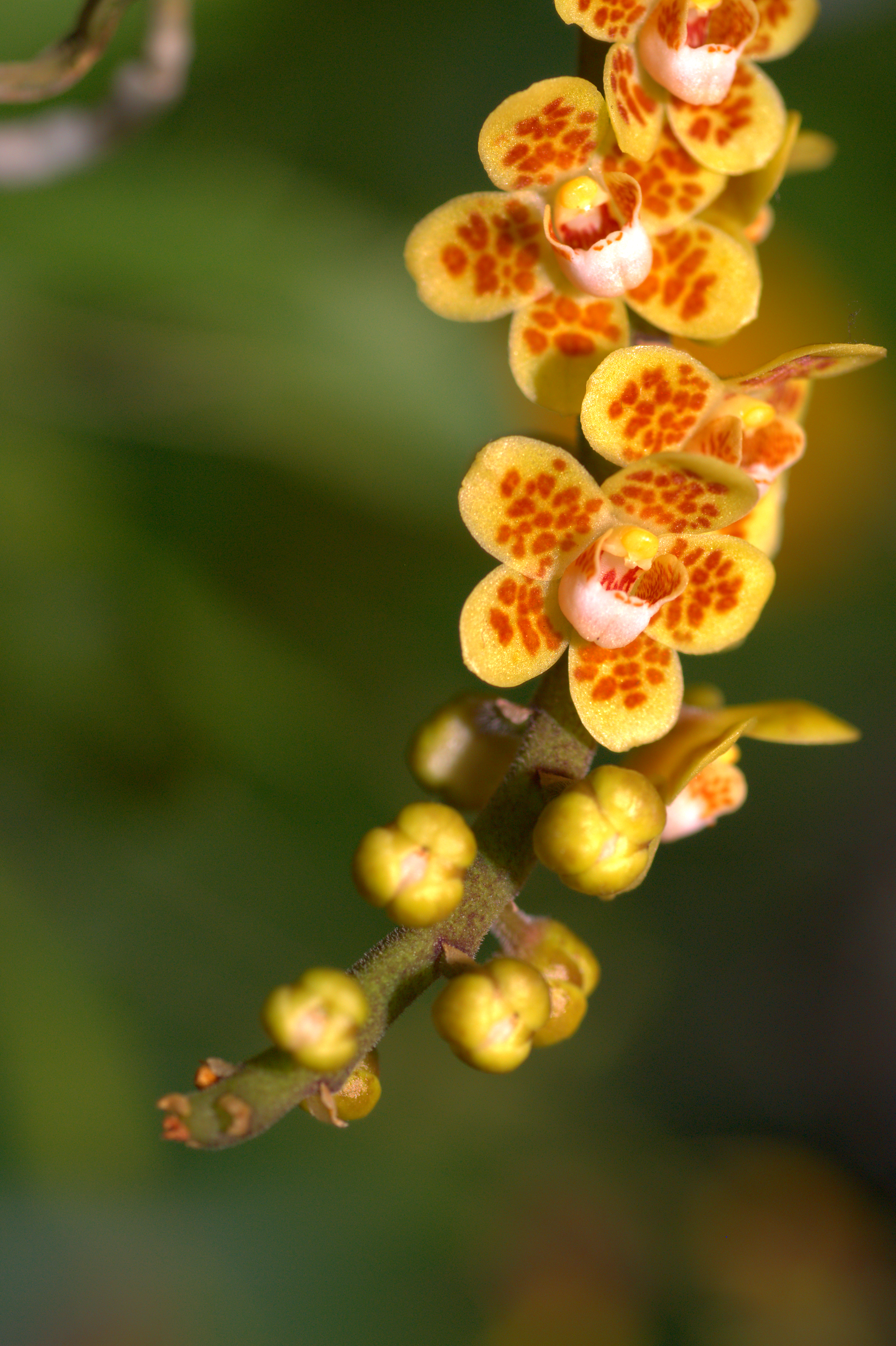
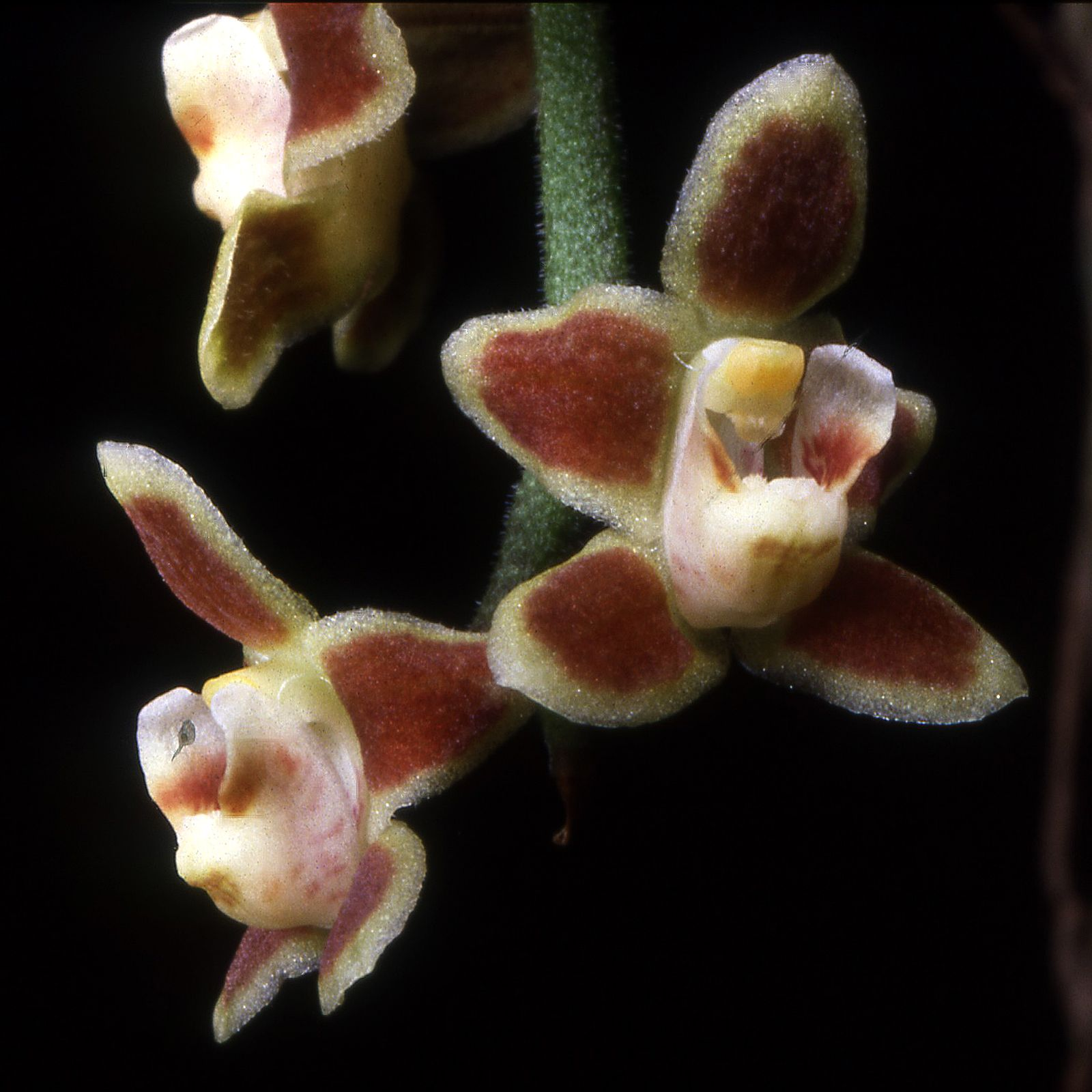